# Prix Iris du meilleur son
Le prix Iris du meilleur son est une récompense cinématographique québécoise décernée chaque année depuis 1999 lors du Gala Québec Cinéma.

## Palmarès

### Distribué sous le nom de prix Jutra du meilleur son
- 1999 : Le Violon rouge – Claude La Haye, Marcel Pothier, Hans Peter Strobl, Guy Pelletier
  - Le Cœur au poing – Michel Charron, Claude Beaugrand, Hans Peter Strobl
  - C't'à ton tour, Laura Cadieux – Serge Beauchemin, Viateur Paiement, Louis Gignac
  - Deux Secondes – Yvon Benoît, Martin Pinsonnault, Hans Peter Strobl, Louis Hone

#### Années 2000
- 2000 : Histoires d'hiver – Louis Hone, Normand Mercier, Claude Beaugrand, Hans Peter Strobl
  - Four Days – Bobby O'Malley, Dominique Delguste, Réjean Juteau
  - Le Dernier Souffle – Michel Charron, Jo Caron, Bruno Ruffolo, Louis Dupire, Michel Descombes, Gavin Fernandes
  - Souvenirs intimes – Serge Beauchemin, Louis Dupire, Hans Peter Strobl, Jo Caron

- 2001 : Maelström – Mathieu Beaudin, Gilles Corbeil, Louis Gignac
  - Stardom – Claude La Haye, Michel Pothier
  - Les Muses orphelines – Dominik Pagacz
  - Hochelaga – Dominique Delguste

- 2002 : 15 février 1839 – Mathieu Beaudin, Serge Beauchemin, Hans Peter Strobl, Louis Gignac
  - Un crabe dans la tête – Gilles Corbeil, Sylvain Bellemare, Louis Gignac
  - Une jeune fille à la fenêtre – Dominique Chartrand, Marcel Pothier, Luc Boudrias
  - Nuit de noces – Claude La Haye, Marie-Claude Gagné, Gavin Fernandes

- 2003 : Séraphin : Un homme et son péché – Patrick Rousseau, Claude Beaugrand, Hans Peter Strobl, Bernard Gariépy Strobl
  - Histoire de Pen – Bobby O'Malley, Denis Saindon, Gavin Fernandes, Philippe Pelletier
  - Le Collectionneur – Serge Beauchemin, Louis Dupire, Hans Peter Strobl, Bernard Gariépy Strobl
  - L'Odyssée d'Alice Tremblay – Yvon Benoît, Marie-Claude Gagné, Gavin Fernandes

- 2004 : La Grande Séduction – Claude Hazanavicius, Marcel Pothier, Michel Descombes
  - Les Invasions barbares – Patrick Rousseau, Michel Descombes, Gavin Fernandes, Marie-Claude Gagné
  - Gaz Bar Blues – Gilles Corbeil, Hans Peter Strobl, Louis Collin
  - Sur le seuil – Louis Hone

- 2005 : Ma vie en cinémascope – Donald Cohen, Marie-Claude Gagné, Michel Descombes
  - Le Dernier Tunnel – Dominique Chartrand, Christian Rivest, Gavin Fernandes, Pierre Paquet
  - La Peau blanche – Serge Bouvier, Simon Brien, Martin Pinsonnault, Clovis Gouaillier
  - Nouvelle-France – Claude La Haye, Colin Miller, Adrian Rhodes

- 2006 : C.R.A.Z.Y. – Yvon Benoît, Daniel Bisson, Martin Pinsonnault, Jean-François Sauvé, Mira Mailhot, Simon Meilleur, Mireille Morin, Bernard Gariépy Strobl, Luc Boudrias
  - Maurice Richard – Claude Hazanavicius, Claude Beaugrand, Luc Boudrias, Bernard Gariépy Strobl
  - L'Audition – Dominique Chartrand, Olivier Calvert, Hans Peter Strobl
  - Familia – Pierre Bertrand, Sylvain Bellemare, Louis Gignac

- 2007 : Un dimanche à Kigali – Claude La Haye, Hans Peter Strobl, Marie-Claude Gagné
  - Cheech – Mario Auclair, Pierre-Jules Audet, Stéphane Bergeron
  - Bon Cop, Bad Cop – Dominique Chartrand, Christian Rivest, Gavin Fernandes, Pierre Paquet
  - Sans elle – Michel Charron, Louis Dupire, Jean-François Sauvé, Hans Peter Strobl, Bernard Gariépy Strobl
  - Histoire de famille - Normand Mercier, Michel B. Bordeleau, Geoffrey Mitchell

- 2008 : Silk – Claude La Haye, Claude Beaugrand, Hans Peter Strobl, Bernard Gariépy Strobl
  - Continental, un film sans fusil – Pierre Bertrand, Sylvain Bellemare, Bernard Gariépy Strobl
  - À vos marques... party! – Simon Poudrette
  - Continental, un film sans fusil – Pierre Bertrand, Sylvain Bellemare, Bernard Gariépy Strobl

- 2009 : Babine – Dominique Chartrand, Olivier Calvert, Louis Gignac, Gavin Fernandes
  - Tout est parfait – Michel Lecoufle, Olivier Calvert, Stéphane Bergeron
  - Le Grand Départ – Patrick Rousseau, Marie-Claude Gagné, Louis Gignac
  - Who Is KK Downey? – Tod Vandyk, Peter Lopata, Jean-Philippe Espantoso

#### Années 2010
- 2010 : Polytechnique – Pierre Blain, Claude Beaugrand, Stéphane Bergeron
  - Cadavres – Mario Auclair, Christian Rivest, Sylvain Lefebvre, Michel Gauvin
  - Un ange à la mer – Dominik Pagacz, Gavin Fernandes
  - L'Heure de vérité – Marcel Chouinard, Richard Lavoie, Dean Giammarco, Bill Sheppard
  - Grande Ourse : La Clé des possibles – Mario Auclair, Pierre-Jules Audet, Luc Boudrias, Louis Gignac

- 2011 : Incendies – Sylvain Bellemare, Jean Umansky, Jean-Pierre Laforce
  - Oscar et la Dame rose – Marie-Claude Gagné, Louis Gignac, Patrick Rousseau
  - Les Sept Jours du talion – Michel Lecoufle, Pierre-Jules Audet, Luc Boudrias
  - Cabotins – Martin Desmarais, Luc Mandeville, Dominique Delguste
  - Filière 13 – Simon Poudrette, Christian Rivest, Stéphane Bergeron, Isabelle Lussier

- 2012 : Monsieur Lazhar – Pierre Bertrand, Mathieu Beaudin, Sylvain Bellemare, Bernard Gariépy Strobl
  - La Peur de l'eau – Mario Auclair, Pierre-Jules Audet, Luc Boudrias
  - Starbuck – Pierre-Jules Audet, Arnaud Derimay, Bernard Gariépy Strobl
  - En terrains connus – Sylvain Bellemare, Pierre Bertrand, Bernard Gariépy Strobl
  - Marécages – Yann Cleary, Claude Beaugrand, Stéphane Bergeron

- 2013 : Rebelle – Claude La Haye, Martin Pinsonnault, Bernard Gariépy Strobl
  - Inch'Allah – Sylvain Bellemare, Jean-Paul Hurier, Jean Umansky
  - Le Torrent – Luc Boudrias, Marcel Chouinard, Patrice Leblanc
  - Mars et Avril – Pascal Beaudin, Luc Boudrias, Olivier Calvert
  - L'Affaire Dumont – Pierre-Jules Audet, Luc Boudrias, Olivier Calvert

- 2014 : Louis Cyr : L'Homme le plus fort du monde – Stéphane Bergeron, Martin Pinsonnault, Simon Poudrette
  - La Légende de Sarila – Jérôme Boiteau
  - Jappeloup – Michel B. Bourdeleau, Gavin Fernandes, Frédéric de Ravignan
  - Gabrielle – Sylvain Bellemare, Pierre Bertrand, Bernard Gariépy Strobl
  - Chasse au Godard d'Abbittibbi – Yann Cleary, Martin Rouillard

- 2015 : Tu dors Nicole – Sylvain Bellemare, Pierre Bertrand, Bernard Gariépy Strobl
  - 3 Histoires d'Indiens – Bruno Bélanger, Louis Collin, Bernard Gariépy Strobl, Robert Morin
  - Uvanga – Eric Ladouceur, Luc Mandeville, Lynne Trépanier
  - La Petite Reine – Mario Auclair, Stéphane Bergeron, Marcel Pothier, Christian Rivest
  - Arwad – Olivier Calvert, Clovis Gouaillier, Sylvain Vary

### Distribué sous le nom de Trophée du meilleur son
- 2016 : La Guerre des tuques 3D – Raymond Vermette, Christian Rivest, Stéphane Bergeron, Julie Dufour, Guy Pelletier
  - Corbo – Claude La Haye, Patrice Leblanc, Bernard Gariépy Strobl
  - La Chanson de l'éléphant – Claude La Haye, Claude Beaugrand, Luc Boudrias, Patrick Lalonde
  - Le Bruit des arbres – François Grenon, Sylvain Bellemare, Luc Boudrias
  - Guibord s'en va-t-en guerre – Claude La Haye, Sylvain Bellemare, Bernard Gariépy Strobl

### Distribué sous le nom de prix Iris du meilleur son
- 2017 : Un ours et deux amants – Claude Beaugrand, Bernard Gariépy Strobl, Claude La Haye
  - 10 secondes de liberté – Pierre-Jules Audet, Luc Boudrias, Claude La Haye
  - Nitro Rush – Stéphane Bergeron, Martin Desmarais, Marie-Claude Gagné
  - Maudite Poutine – Olivier Calvert, Stephen de Oliveira, Hans Laitres
  - Avant les rues – Mimi Allard, Sylvain Bellemare, Stéphane Bergeron, Martyne Morin

- 2018 : Les Affamés – Jean-Sébastien Beaudoin Gagnon, Stéphane Bergeron, Olivier Calvert
  - Hochelaga, terre des âmes – Claude Beaugrand, Bernard Gariépy Strobl, Claude La Haye
  - La Petite Fille qui aimait trop les allumettes – Clovis Gouaillier, Philippe Lavigne, Patrice Leblanc
  - All You Can Eat Bouddha – Jean-Sébastien Beaudoin Gagnon, Sylvain Bellemare, Hans Laitres
  - Bon Cop, Bad Cop 2 – Martin C. Desmarais, Gavin Fernandes, Marie-Claude Gagné, Louis Gignac

- 2019 : La Bolduc – Claude Beaugrand, Michel B. Bordeleau, Luc Boudrias, Gilles Corbeil
  - 1991 – Sylvain Brassard, Michel Lecoufle
  - Michel Lecoufle – Luc Boudrias, Frédéric Cloutier, Stephen de Oliveira
  - Allure – Mimi Allard, Sylvain Bellemare, Bernard Gariépy Strobl, Claude La Haye
  - La Disparition des lucioles – Stéphane Bergeron, Olivier Calvert, Gilles Corbeil

#### Années 2020
- 2020 : Sympathie pour le diable – Sylvain Bellemare, Jocelyn Caron, Bernard Gariépy Strobl, Dominique Lacour
  - Le Vingtième Siècle – Bernard Gariépy Strobl, Sacha Ratcliffe, Lynne Trépanier
  - Le Chant des noms – Claude Beaugrand, Michel B. Bordeleau, Bernard Gariépy Strobl, Claude La Haye, Raymond Legault
  - Mafia Inc. – Luc Boudrias, Sylvain Brassard, Jean Camden
  - Ville Neuve – Serge Boivin, Olivier Calvert, Samuel Gagnon-Thibodeau, Roger Guérin

- 2021 : Souterrain – Luc Boudrias, Frédéric Cloutier, Patrice Leblanc
  - La Déesse des mouches à feu – Sylvain Bellemare, Paul Col, Bernard Gariépy Strobl, Martyne Morin
  - Nadia, Butterfly – Stéphane Bergeron, Olivier Calvert, Martyne Morin
  - Jusqu'au déclin – Sylvain Bellemare, Bernard Gariépy Strobl, François Grenon
  - La Nuit des rois – Pierre-Jules Audet, Emmanuel Croset, Michel Tsagli

- 2022 : Les Oiseaux ivres – Olivier Calvert, Stephen de Oliveira, Bernard Gariépy Strobl
  - Maria Chapdelaine – Gilles Corbeil, Olivier Calvert, Stéphane Bergeron, Bernard Gariépy Strobl
  - L'Arracheuse de temps – Olivier Calvert, Yann Cleary, Luc Boudrias
  - Bootlegger – Stéphane Barsalou, Guillaume Daoust, Jean-François B. Sauvé, Bernard Gariépy Strobl
  - Sin La Habana – Sylvain Bellemare, Laurent Ouellette, Hans Laitres

- 2023 : Viking – Sylvain Bellemare, Bernard Gariépy Strobl, Pierre Bertrand
  - Arsenault et Fils – Daniel Fontaine-Bégin, Luc Boudrias, Henry Jr. Godding
  - Falcon Lake – Stephen de Oliveira, Séverin Favriau, Stéphane Thiébaut
  - Le Plongeur – Olivier Calvert, Luc Boudrias, Yann Cleary
  - Les Chambres rouges – Olivier Calvert, Stéphane Bergeron, Martyne Morin

- 2024 : Vampire humaniste cherche suicidaire consentant – Marie-Pierre Grenier, Simon Gervais, Luc Boudrias, Thierry Bourgault D'Amico
  - Les Jours heureux – Sylvain Bellemare, Luc Boudrias, François Goupil, Stephen de Oliveria, Francis Gauthier
  - Jour de chasse – Samuel Gagnon-Thibodeau, Luc Boudrias, Laurent Ouellette
  - Solo – Patrice Leblanc, Luc Boudrias, Jean Camden
  - Simple comme Sylvain – François Grenon, Julien Roig, Olivier Guillaume